# Bürgerkrieg im Irak 2013–2017
Der Bürgerkrieg im Irak 2013 bis 2017 war ein bewaffneter Konflikt zwischen dem Irak und dem Islamischen Staat, der sich aus dem Aufstand im Irak 2011 bis 2013 entwickelte. Im Dezember 2013 begann sich aus den zuvor bürgerkriegsähnlich ausgetragenen Konflikten ein Krieg zu entwickeln, als die Terrororganisation Islamischer Staat im Irak und der Levante (ISIS) die Städte Ramadi und Falludscha eroberte. Diese konnte zwar schnell wieder vertrieben werden, im Juni 2014 kam es jedoch zu einer Offensive des Islamischen Staates, die zur Einnahme Mossuls, Tikrits und anderer Städte im Nordirak führte.
Ab 2014 wurde der Irak durch Luftangriffe der Vereinigten Staaten gegen den Islamischen Staat sowie durch weitere Verbündete unterstützt. Ende 2017 wurde der irakische Sieg erklärt, seitdem gibt es im Irak nur noch vereinzelte Angriffe des Islamischen Staates in ländlichen Gebieten.

## Vorgeschichte
Nach dem Zweiten Irakkrieg, der international umstritten war (siehe Irakkrise 2003), wurde zunächst eine Übergangsverwaltung, dann ein Regierungsrat und danach eine irakische Regierung installiert. Die Truppen der Vereinigten Staaten wurden im Dezember 2011 abgezogen (siehe Besetzung des Irak 2003–2011). Im Land stehen gesellschaftliche und religiöse Gruppen in einer Spannung. Die sunnitische Bevölkerungsminderheit fühlte sich vom schiitischen Regierungschef Nuri al-Maliki (zurückgetreten im August 2014) unterdrückt.

## Verlauf

### Aufstand in Anbar
Anfang Januar 2014 gelang es ISIS-Kämpfern, die Städte Falludscha und Ramadi, die Hauptstadt der westirakischen Provinz Al-Anbar, zu erstürmen und unter ihre Kontrolle zu bringen; aus Ramadi wurden sie allerdings von Stammeskämpfern und lokalen Polizeikräften bald wieder vertrieben. Nach einigen Tagen hatten auch in Falludscha die regulären Behörden wieder normal geöffnet. Zuvor hatten sunnitische Stammesführer gemeinsam mit der Lokalpolizei die Sicherheitsverantwortung für das Gebiet übernommen.

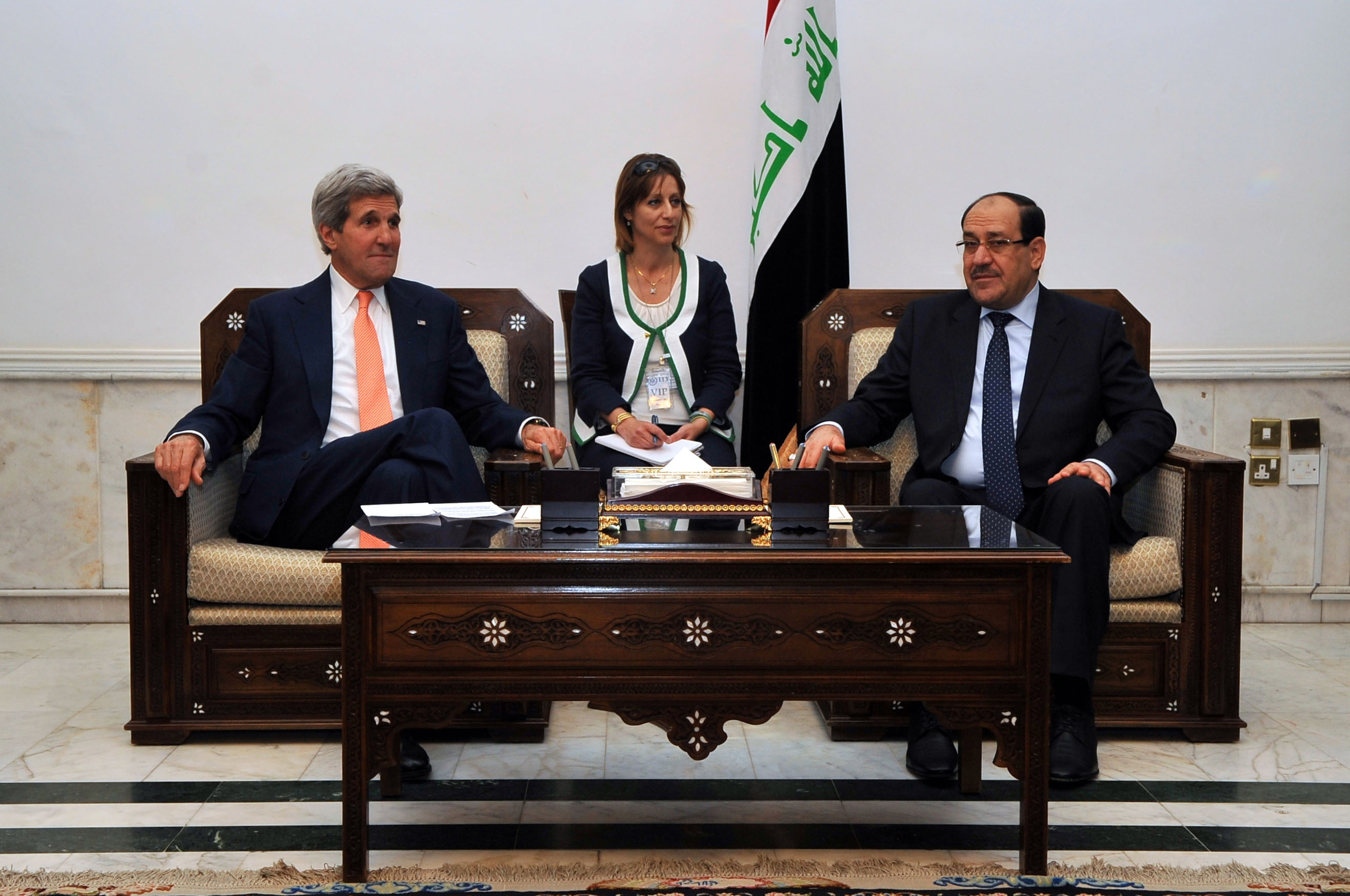
US-Außenminister John Kerry mit irakischem Premier Nuri al-Maliki bei einem Treffen in Bagdad

Die USA und die Europäische Union berieten sich über eine erneute militärische Invasion, um so den Zerfall des Irak zu verhindern. Auch die Türkei und Israel waren als von der Krise betroffen zu sehen. Das geistliche Oberhaupt der irakischen Schiiten, Großajatollah Ali al-Sistani, rief die Iraker zum Widerstand gegen die sunnitischen Dschihadisten auf. Der iranische Präsident Hassan Rohani schloss eine Zusammenarbeit mit den USA zur Bekämpfung der ISIS-Milizen nicht aus.

### Offensive des IS im Nordirak
Anfang Juni 2014 startete die Organisation eine Blitzoffensive auf die zweitgrößte irakische Stadt Mossul – angeführt wurde die Gruppe von Abū Bakr al-Baghdādī. Innerhalb weniger Tage eroberte sie die Stadt und anschließend die mehrheitlich von Sunniten bewohnten Provinzen Ninive, Salahaddin und Anbar im Norden des Landes. Bei der Einnahme von Mossul entführen sie auch 49 Personen des türkischen Konsulats. Im Gefängnis Badusch soll es zu einem Massaker an etwa 670 nicht-sunnitischen Häftlingen gekommen sein. Die irakische Armee überließ den Angreifern das Feld meist kampflos. Die britische Zeitung The Guardian berichtete, es seien bei der Offensive auf Mossul etwa 30.000 Regierungssoldaten desertiert; die Zahl der ISIS-Angreifer habe schätzungsweise 800 betragen. Dabei brachten die ISIS-Kämpfer neben den Waffenlagern der lokalen Garnison auch eine noch unbekannte Zahl US-Black-Hawk-Hubschrauber, weiteres Fluggerät sowie schwere Waffensysteme unter ihre Kontrolle. Nach Angaben eines irakischen Sicherheitsoffiziers, der sich auf Verhöre eines gefangengenommenen ISIS-Kuriers beruft, sind ihr bei der Eroberung Mossuls Geld und militärisches Gerät im Wert von bis zu 1,5 Milliarden USD in die Hände gefallen, ihr Gesamtvermögen (Geld und Waffen) soll schon vorher bei 875 Millionen Dollar gelegen haben. Der IS erbeutete 2400 gepanzerte Fahrzeuge, zumeist aus US-amerikanischer Produktion.
Von Mossul aus drangen am 10. Juni ISIS-Kämpfer nach Baidschi vor, wo sich die größte Ölraffinerie des Irak befindet, zogen sich aber angesichts verstärkter Armee- und Polizeikräfte wieder zurück.
Am 11. Juni 2014 erreichten ISIS-Kämpfer Tikrit, wo Sunniten der früheren Diktatur von Saddam Hussein mit den ISIS-Kämpfern zusammenarbeiteten, und Baidschi. Bei Gefechten zwischen der Hawza of Najaf und dem IS in der Provinz Salah ad-Din starben am 12. Juni in den Ortschaften Udhaim und Mukdadija mehr als 100 Menschen.
Am 12. Juni verließen 3000 Soldaten der irakischen Armee den Luftwaffenstützpunkt Camp Speicher, in Zivilkleidung, um sich zu ergeben, zuvor waren ihre Offiziere geflohen. Die ISIS-Milizen teilten die Soldaten in Sunniten und Schiiten auf und richteten laut eigenen Angaben etwa 1700 schiitische Soldaten hin. Die Organisation Human Rights Watch schätzte die Zahl der Opfer auf bis zu 770, es konnten anhand von Satellitenbildern fünf Orte identifiziert werden, an denen Ermordungen stattgefunden hatten. Diese Massenermordungen wurden als Massaker von Tikrit bekannt. Im selben Zeitraum sollen um das Dorf Beshir etwa 700 Turkmenen vom IS hingerichtet worden sein.
Die Menschen in Bagdad bereiteten sich auf einen Angriff vor, und am 13. Juni legte das religiöse Oberhaupt der Schiiten im Irak, Großajatollah Ali al-Sistani, seine Zurückhaltung ab und rief zum Kampf gegen die sunnitischen Extremisten auf. Jeder, der eine Waffe tragen könne, solle sich den irakischen Sicherheitskräften anschließen. Der Aufruf wurde von Sistanis Vertreter, Scheich Abdul Mehdi Kerbalaie, während der Freitagspredigt in der Imam-Hussein-Moschee in Kerbela verlesen. Auch der radikale Schiitenprediger Muktada al-Sadr rief seine Anhänger zum Widerstand auf.
Bei einem Angriff von ISIS-Anhängern auf eine Polizeistation und ein Gefängnis, in dem Sunniten einsitzen, starben in Baquba, der Hauptstadt der Provinz Diyala, 44 Menschen.
Rund eine Million Iraker befanden sich auf der Flucht. Viele versuchten, das als stabil geltende kurdische Autonomiegebiet im Nordirak zu erreichen. Wenig später wurde der Grenzposten Al-Kaim erobert, ein offizieller Grenzübergang zwischen dem Irak und Syrien.
Trotz des offenen Streits zwischen dem Regierungschef Nuri al-Maliki in Bagdad und dem Kurdenpräsident Masud Barzani in Erbil stellte sich die Führung der kurdischen Gebiete im Irak offiziell an die Seite der irakischen Regierung und schickte ihre Peschmerga-Einheiten aus der Hauptstadt Erbil ins Kampfgebiet. Am 12. Juni übernahmen Peschmerga-Kämpfer die vollständige Kontrolle über die Großstadt Kirkuk.

### Ausländische Unterstützung
Nach der Einnahme von Mossul bat die Regierung von Nuri al-Maliki die US-Regierung um Luftunterstützung gegen die ISIS-Kämpfer. US-Präsident Barack Obama zog einen Militärschlag in Erwägung, der Einsatz von US-Truppen am Boden wurde jedoch ausgeschlossen. Die Vereinigten Staaten hätten schon viel Geld in den Aufbau der irakischen Sicherheitskräfte investiert; wenn diese nicht bereit seien zu kämpfen, gebe es „Probleme mit der Moral und dem Bekenntnis zum Irak“. Es liege „an den Irakern, als einem souveränen Staat, ihre Probleme zu lösen“, sagte Obama und verwies auf die schwierige Geschichte des Irak. Zunächst verlegte der US-Verteidigungsminister Chuck Hagel den Flugzeugträger George H. W. Bush in den Persischen Golf. Begleitet wurde dieser von drei Zerstörern, die mit ihren Tomahawk-Marschflugkörpern bereits bei der Irak-Invasion 2003 eingesetzt wurden, der Arleigh Burke, der Truxtun, der O’Kane und einem mit Raketen bestückten Kreuzer, der Philippine Sea. Zudem wurde ein weiteres Kriegsschiff in die Region abkommandiert, die Mesa Verde, das für amphibische Einsätze konzipiert ist, mit senkrecht startendem Kipprotor-Wandelflugzeug Bell-Boeing V-22 Osprey und mit 550 Marineinfanteristen an Bord.
Der iranische Präsident Hassan Rohani bot am 14. Juni dem Irak an, im Rahmen internationalen Rechts beizustehen, und schloss eine Kooperation mit den Vereinigten Staaten im Irak nicht grundsätzlich aus: „Wenn wir sehen, dass die Vereinigten Staaten gegen terroristische Gruppen im Irak einschreiten, dann kann man darüber nachdenken. Bisher haben wir aber von ihrer Seite keine Handlungen gesehen.“ Zudem dementierte Rohani einen Bericht des Wall Street Journals, wonach bereits mindestens drei Eliteeinheiten der iranischen Revolutionsgarden Al-Quds-Brigaden (Al-Kuds-Brigaden) in den Irak entsandt worden seien.
Am 17. Juni entschied Barack Obama, eine 275-köpfige Spezialeinheit in den Irak zu entsenden, um Personal der US-Botschaft in Bagdad zu den US-Konsulaten in Erbil (Autonome Region Kurdistan im Nordirak) und Basra (Südirak) sowie in die US-Botschaft nach Amman in Jordanien zu verlegen. Wie viele der insgesamt 5000 US-Botschaftsmitarbeiter in Bagdad verlegt werden, wurde nicht bekanntgegeben.
Eine mögliche militärische Zusammenarbeit mit dem Iran wurde von der Sprecherin des US-Außenministeriums dementiert, nachdem Außenminister John Kerry sie zuvor nicht ausgeschlossen hatte.
Nach Angaben eines Funktionärs der kurdischen DPK sind die meisten Rebellen, die sich der ISIS-Offensive angeschlossen haben, keine Islamisten, sondern nicht-radikale sunnitische Iraker, die mit der schiitischen Maliki-Regierung nicht einverstanden sind. Unterstützt werden sie von entlassenen oder übergelaufenen Soldaten der irakischen Armee, deren Anzahl um ein Vielfaches über der der Dschihadisten liegen soll. Als Grund nennen sie vielfältige Diskriminierung durch die schiitisch dominierte irakische Regierung.
Am 29. Juni 2014, dem ersten Tag des Fastenmonats Ramadan, rief die Organisation in einer umfassenden Erklärung das Kalifat und ihren Anführer Baghdadi zum Kalifen aus. Auf Arabisch, Englisch, Russisch, Französisch und Deutsch erklärte die Organisation gleichzeitig ihre Umbenennung von „Islamischer Staat im Irak und in Syrien“ zu „Islamischer Staat“. Sie erklärte auch, dass alle Emirate, Gruppen, Staaten und Organisationen ihre Rechtmäßigkeit mit der Ankunft des Kalifats und dem Eintreffen seiner Truppen verlören.

### Juli 2014
Am 3. Juli gab Saudi-Arabien die Verlegung von 30.000 Soldaten in Richtung irakische Grenze bekannt, nach einem Rückzug dortiger stationierter irakischer Soldaten und vor dem Hintergrund der anhaltenden Kämpfe zwischen Regierungstruppen und dem IS.
Im Juli 2014 zerstörten IS-Kämpfer in den irakischen Städten Mossul und Tal Afar schiitische und sufistische Moscheen und Heiligtümer, darunter auch das Mausoleum von Ahmed Rifai, eines Nachkommen Mohammeds. Die christlichen Einwohner Mossuls wurden am 18. Juli über Lautsprecher der Moscheen aufgefordert, die Stadt zu verlassen; ansonsten drohe ihnen „das Schwert“. Eine Woche zuvor waren sie aufgefordert worden, zum Islam zu konvertieren oder eine Sondersteuer zu zahlen, um der Ausweisung zu entgehen. Die Häuser von Christen wurden mit einem N für Nasrani markiert; sie sollen dem Islamischen Staat zufallen. Der Bischofssitz der syrisch-katholischen Kirche in Mossul wurde in Brand gesetzt. Die Gruppe übernahm ebenfalls die Kontrolle über mehrere Ölfelder und den größten Staudamm des Irak, die Mosul-Talsperre.
Ende Juli zogen sich die nördlich und westlich von Mossul stationierten Peschmerga-Einheiten nach heftigen Gefechten mit mindestens 77 Toten zurück. Die meisten Bewohner des Gebiets gehören zur religiösen Minderheit der Jesiden, die in den Augen des IS ungläubig sind. Im Zuge der Eroberung ermordete der IS zehn schiitische Kurden und zerstörte schiitische und jesidische Schreine. Das Vorrücken des IS löste eine Massenflucht aus, bis zu 200.000 Menschen flohen in den nahegelegenen Dschabal Sindschar. Der UNO-Sonderbeauftragte für den Irak, Nikolaj Mladenow, sprach von einer humanitären Tragödie und warnte davor, dass der IS das Sindschar-Gebirge eingeschlossen habe. Nach der Zerstörung bedeutender Moscheen und Grabmäler formierte sich in Mossul aber auch sunnitischer Widerstand gegen den IS; eine Gruppe mit Namen „Brigaden der Revolutionäre von Mossul“ tötete mehrere IS-Kämpfer.

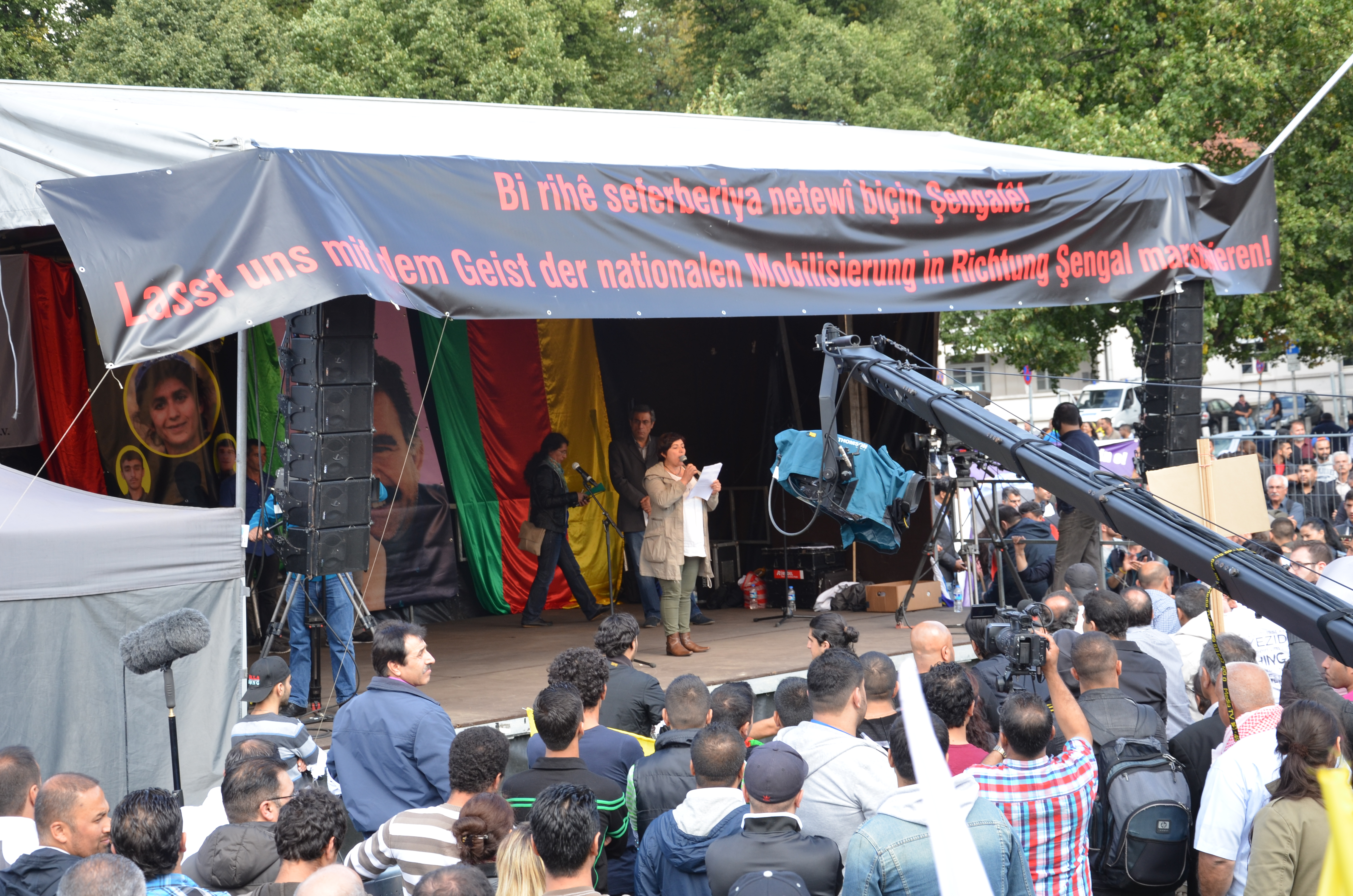
Rund 11.000 Kurden, Aleviten und Jesiden demonstrierten am 16. August 2014 in Hannover für Hilfe gegen den IS-Terror

### August 2014
Südöstlich von Mossul eroberten Kämpfer des IS unter anderem am 7. August Baghdida (Karakosch). Über 200.000 Christen besonders der chaldäisch-katholischen Kirche und der Assyrischen Kirche des Ostens wurden aus der Ebene von Mossul vertrieben. Zudem stießen IS-Kämpfer in Richtung Erbil vor, dem Sitz der Autonomen Region Kurdistan.
Am 8. August 2014 bombardierte die US-Regierung mit Kampfjets Artilleriestellungen des IS. Weitere Luftangriffe der US Navy fanden in den folgenden Tagen vom Flugzeugträger George H. W. Bush aus statt. Dabei wurden nach US-Militärangaben auch Panzer ausgeschaltet, die der IS erbeutet hatte.
Der irakische Minister für Menschenrechte, Schia al Sudani, berichtete von 500 durch IS-Anhänger getöteten Jesiden, einige davon seien lebendig begraben worden. Zudem seien hunderte Frauen gekidnappt worden, die alle unter 35 Jahre alt seien und in Schulen in der Stadt Mossul eingesperrt sein sollen, so ein Sprecher des Ministers. Die jesidische Parlamentsabgeordnete Wian Dachil gab an, dass 20.000 bis 30.000 Jesiden durch kurdische Peschmerga-Kämpfer aus dem Sindschar-Gebirge gerettet wurden. Nach Angaben vertriebener Jesiden erfolgte die Rettung nicht durch die Peschmerga, sondern durch Kämpfer der Partei der Demokratischen Union (PYD) und der Volksverteidigungseinheiten (YPG), die beide der Arbeiterpartei Kurdistans (PKK) nahestehen. Die UN berichteten von mehreren weiteren tausend Jesiden, die im Gebirge festsäßen und vom IS eingeschlossen seien. Qasim Şeşo hatte am 30. Juli eine jesidische Bürgerwehr (YBŞ) gegründet, um auf den Extremfall vorbereitet zu sein. Diese Bürgerwehr bezog Stellung im Sindschar-Gebirge, um die Pilgerstätte Scherfedin zu schützen und gegen den IS zu kämpfen. Im Ort Tel Kudscho starben mindestens 80 Männer, laut der kurdischen Nachrichtenagentur Basnews, weil sie nicht zum Islam übertreten wollten.
Ein Führungsmitglied des IS, Abu Turab Al Mugaddasi, bekundete, bis nach Saudi-Arabien ziehen zu wollen, um Mekka einzunehmen. König Abdullah ibn Abd al-Aziz erklärte daraufhin, 30.000 Soldaten im Norden des Landes fest stationieren zu lassen. Einen Monat später wurde angekündigt, einen Zaun an der Grenze zu Jordanien mit einer Länge von 900 Kilometern errichten zu lassen.
Am 11. August wurde bekannt, dass kurdische Kräfte die Städte Machmur und Gwer – mit US-Luftunterstützung – zurückerobert haben. Gwer war zuvor in der Nacht vom 6. auf den 7. August von den kurdischen Kräften aufgegeben worden.
Nuri al-Maliki trat am 14. August 2014 zugunsten des designierten Nachfolgers und politischen Rivalen Haidar al Abadi von seinem Amt als Premierminister des Irak zurück. Am 15. August begannen 25 sunnitische Stämme ihren Widerstand gegen den IS und vertrieben ihn aus den Gebieten westlich der Provinzhauptstadt Ramadi. Am 18. August wurde die strategisch wichtige Mosul-Talsperre von kurdischen und irakischen Einheiten mit US-Luftunterstützung zurückerobert.
Die irakische Armee startete am 19. August 2014 eine Gegenoffensive zur Rückeroberung der sunnitisch dominierten Stadt Tikrit. Die Offensive kam jedoch noch am selben Tag zum Erliegen, da die Gegenwehr zu stark war.
Kurdische Kräfte starteten am 22. August 2014 eine Offensive auf den strategisch wichtigen Ort Jalawla im Gouvernement Diyala, die irakische Armee marschierte derweil auf den in der Nähe befindlichen Ort Saadiya. Am 17. September wurde bekannt, dass der Ort noch immer in der Hand des IS war, ein Hauptgrund war die Unterstützung des IS durch den Krui-Stamm, der laut Angaben der Peschmerga ca. 1500 ehemalige Armeesoldaten in seinen Reihen hat.
Ende August 2014 stellten Mitglieder des IS ein Video ins Internet, das die Ermordung des US-amerikanischen Journalisten James Foley zeigen soll. Am Schluss wurde im Video ein zweiter Gefangener gezeigt, der als Steven Sotloff bezeichnet wurde. An den amerikanischen Präsidenten gerichtet, wurde im Video erklärt: „Das Leben dieses amerikanischen Bürgers, Obama, hängt von Ihrer nächsten Entscheidung ab.“ Kurz darauf berichtete der Nachrichtensender ABC News von einer weiteren Geiselnahme durch den IS. Es handelt sich um eine 26-jährige Frau, die bereits im Jahr 2013 in Syrien entführt wurde. Die Entführer forderten unter anderem 6,6 Millionen Dollar und die Freilassung von Aafia Siddiqui. Die USA setzen ihre Luftangriffe fort und schlossen eine Ausdehnung der Angriffe auf IS-Stellungen in Syrien nicht mehr aus.
Die irakische Luftwaffe begann am 27. August mit Angriffen auf IS-Stellungen, um die seit zwei Monaten eingeschlossene Stadt Amerli im Distrikt Tuz Churmatu Gouvernement Salah ad-Din. Parallel wurden mit Helikoptern Hilfsgüter und Munition in die Stadt geflogen. Kräfte der irakischen Armee sowie schiitische und kurdische Kämpfer starteten am 30. August eine gemeinsame Offensive zum Entsatz der seit mehr als zwei Monaten eingeschlossenen Stadt. Diese Bodentruppen in Stärke von mehreren Tausend Mann rückten aus vier Richtungen, unterstützt von Luftschlägen mit US-Beteiligung, gegen die Einschließung vor. Der irakischen Armee gelang der Durchbruch des Belagerungsringes am 31. August 2014. Die kleineren Orte rund um Amerli Stadt konnten noch am selben Tag zurückerobert werden. Erstmals dürfte sich die Luftwaffe des schiitisch dominierten Iran beteiligt haben. Laut einer Aussage des Irak-Experten vom Washington Institute for Near East Policy Michael Knights wurde die Stadt zum Symbol des schiitischen Widerstands und war auch die letzte nicht-sunnitische Gemeinde, die der Terrororganisation ausgeliefert war. Im Zuge dieser Offensive konnten die verbündeten Kräfte die vor elf Wochen verloren Stadt Sulaiman Bak zurückerobern, dabei wurden 36 IS-Kämpfer gefangen genommen. Kurz darauf wurden dort Massengräber entdeckt.
Am 28. August wurde ein Video auf YouTube online gestellt, das die Enthauptung eines Peschmerga-Kämpfers zeigen soll. Die Enthauptung soll eine Warnung für die kurdischen Führer sein, ihre Allianz mit den USA zu beenden. Am frühen Morgen konnten kurdische Kräfte im Raum Zumar Distrikt Tal Afar im Gouvernement Ninawa – 10 bis 20 km westlich des Mossul-Dammes – einige Ortschaften unter anderem die am 3. August verlorene Ölstadt Ain Zalah und den strategisch wichtigen Berg Batma zurückgewinnen – er ermöglicht eine sehr gute Sicht auf die Städte Ain Zalah und Zumar. Der IS zündete im Verlauf seines Rückzugs drei Ölquellen an. Die ersten kurdischen Verbände konnten am 30. August in die Stadt Zumar eindringen, die seit Monatsanfang unter Kontrolle des IS stand. Zumar konnte kurz darauf eingenommen werden.

### September 2014

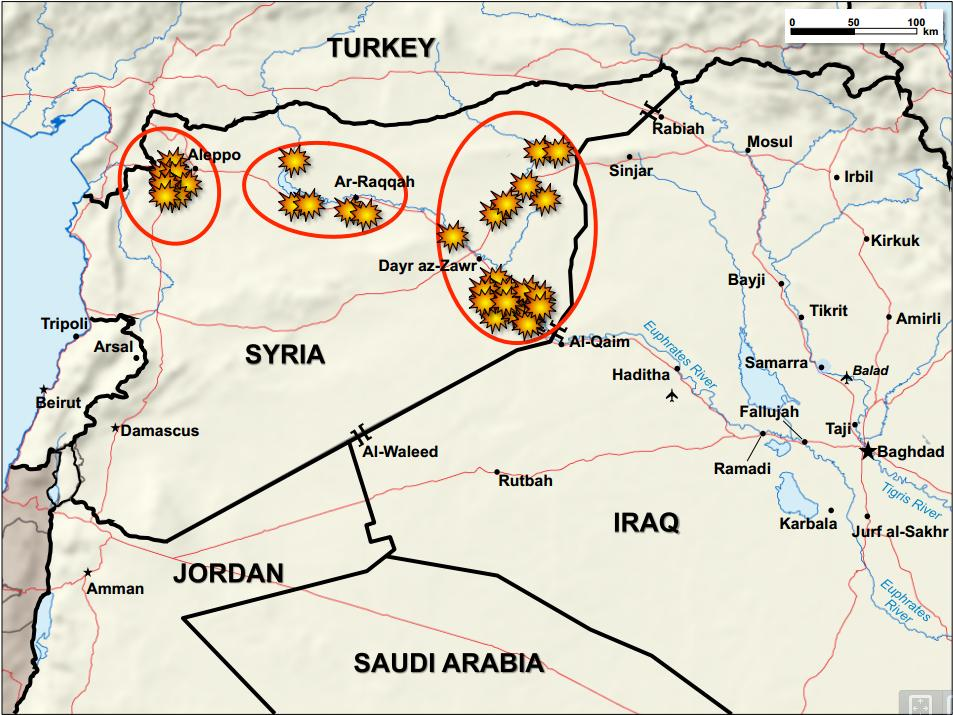
Karte zu den Luftangriffszielen gegen den IS in Syrien am 23. September 2014

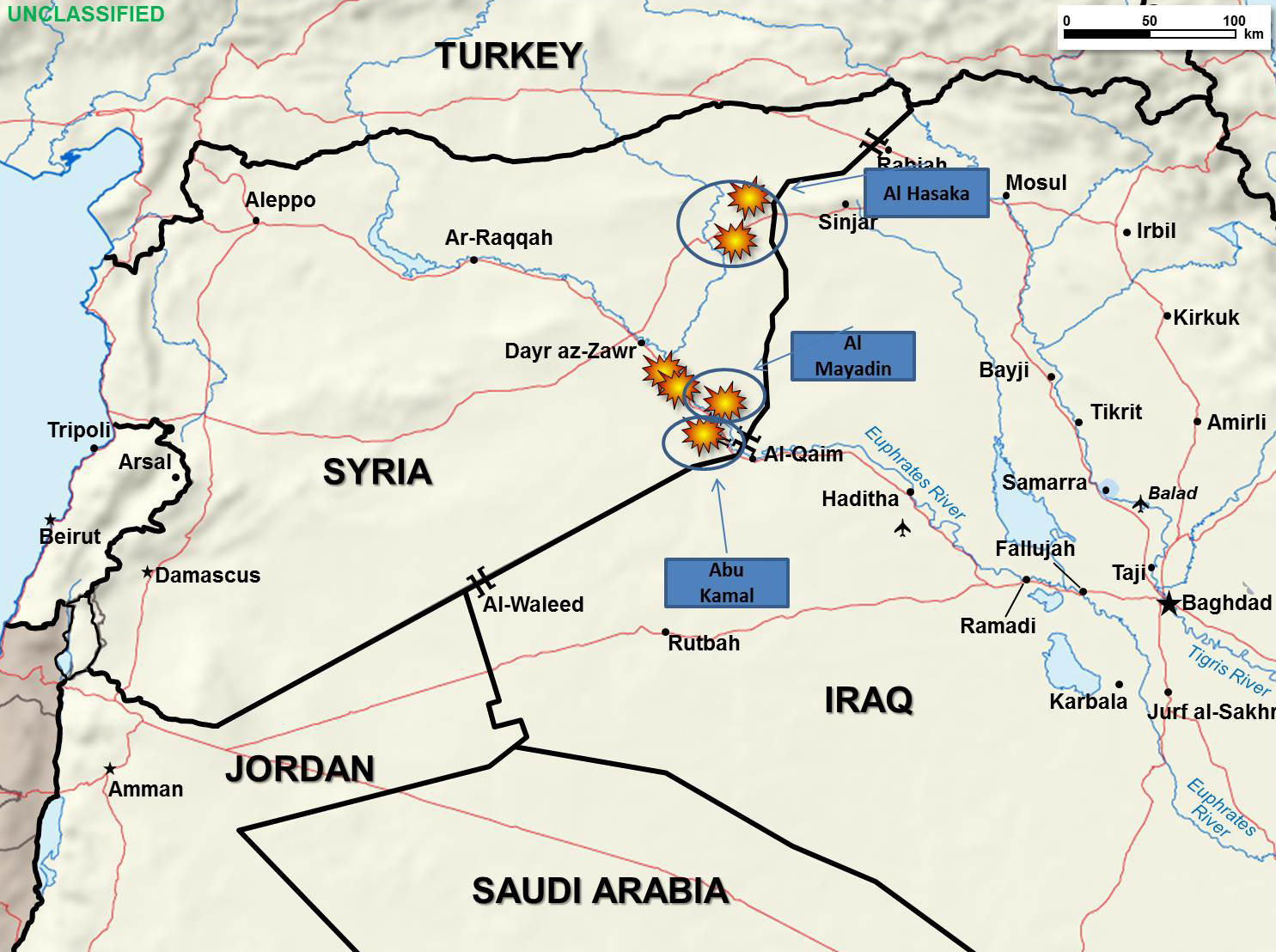
Karte zu den alliierten Luftangriffen auf vom IS kontrollierte Raffinerien am 24. September 2014

Am 2. September veröffentlichte der IS ein Video, in dem ein schwarz vermummter Kämpfer offenbar den Journalisten Steven Joel Sotloff ermordet. Im Video wurde die Ermordung mit der Weiterführung der Angriffe der USA gegen IS-Stellungen begründet. Es wurde auch mit der Tötung des Briten David Cawthorne Haines gedroht, falls die US-Luftschläge weitergehen.
Am 4. September wurde bekannt, dass die 'rechte Hand' von IS-Führer Abu Bakr al-Baghdadi, Abu Hadschir al-Suri, mutmaßlich bei einem Luftschlag auf Mossul getötet worden war; bei diesem Luftangriff sollen auch 50 IS-Kämpfer gestorben sein. Im gleichen Zeitraum stürmten IS-Milizen den Ort Tel Ali westlich von Kirkuk; mindestens 50 Männer wurden entführt.
Kurdische Kräfte rückten östlich von Mossul vor und konnten sich bis zum 5. September 25 Kilometer an die Stadt herankämpfen; dabei wurden weitere Dörfer vom IS zurückerobert. Am 6. September gelang es der Peschmerga, den strategisch wichtigen Berg Zartak ca. 20 km östlich von Mossul zu erobern. Die US-Luftwaffe unterstützte den Vormarsch.
Am 7. September bombardierte die US-Luftwaffe auch IS-Stellungen bei der Haditha-Talsperre, ca. 250 km südwestlich von Mossul, und eröffnete dadurch eine zusätzliche Front. Die Angriffe dienten der Unterstützung irakischer Sicherheitskräfte und sunnitischer Stämme, die den Staudamm verteidigten; die Luftschläge erfolgten auf Bitte der irakischen Regierung. Dank der Luftschläge konnten die Kämpfer die Stadt Barwana ca. 10 km südlich des Dammes einnehmen.
Am 12. September wurde bekannt, dass sich Saudi-Arabien, der Irak, Bahrain, Ägypten, Jordanien, Kuwait, der Libanon, der Oman, Katar und die Vereinigten Arabischen Emirate an der internationalen Allianz beteiligen wollen. In einer gemeinsamen Stellungnahme erklärten die zehn arabischen Länder nach einer Anti-Terror-Konferenz in der saudischen Hafenstadt Dschidda, sie seien übereingekommen, ihren Teil zum Kampf gegen die Extremisten beizutragen und die Militäraktion zu unterstützen. Sie sagten unter anderem zu, die Finanzströme der Extremisten und den Zulauf von ausländischen Kämpfern zu stoppen.
Australien kündigte Mitte September 2014 die Verlegung von 600 Soldaten und acht FA18 Super Hornet in die Vereinigten Arabischen Emirate an. Zweihundert dieser Soldaten waren Mitglieder des Australian Special Air Service Regiments. Am 15. September 2014 startete die Französische Luftwaffe erstmals Aufklärungsflüge im Irak.
Am 13. September wurde ein Video veröffentlicht, das die Enthauptung des britischen Entwicklungshelfers David Haines zeigen soll. Die Tat wurde darin wie folgt begründet: „Dieser Brite muss den Preis für dein Versprechen, Cameron, zahlen, die Peschmerga zu bewaffnen, um gegen den 'Islamischen Staat’ vorzugehen.“ Als nächstes Opfer wurde der britische Entwicklungshelfer Alan Henning angekündigt.
Bis zum 16. September hatte die US Air Force 162 Luftangriffe auf IS-Stellungen geflogen, und erstmals wurden Stellungen nahe der irakischen Hauptstadt angegriffen. Am selben Tag konnten die Peschmerga weitere fünf Dörfer nordöstlich von Mossul befreien. Die Befreiung dieser Dörfer wurde als strategisch wichtiger Erfolg gewertet. Nachdem sich die Peschmerga zehn Tage zuvor 20 km östlich von Mossul, am Berg Zartak, hatte festsetzen können, zeichnete sich hier eine nördliche Umfassungsbewegung ab. Laut Aussagen eines Kommandeurs vor Ort befanden sich die IS-Truppen schon seit Tagen auf dem Rückzug. Auch wurde bekannt, dass die kurdischen Kämpfer eine Offensive für die Rückeroberung der Ebene von Mossul vorbereiten. Die US-Luftwaffe griff am 18. September mehrere Ausbildungslager im Bereich Hammam al-Alil, ca. 25 km südlich von Mossul, an und zerstörte diese vollständig. Am 20. September wurde bekannt, dass die US-Luftwaffe erstmals Ziele im Stadtzentrum von Mossul angegriffen hat.

Am 19. September bombardierten Rafale-Jets der französischen Luftwaffe ein Waffendepot des IS im Raum Zumar und zerstörten es vollständig. In Algerien wurde der Franzose Hervé Gourdel von Dschund al-Chilāfa / جُنْد الخِلافة / Ǧund al-ḫilāfa / ‚Armee des Kalifats / Kalifatsarmee‘ (vormals al-Qaida im Maghreb angegliedert, seit dem 14. September IS) am 21. September entführt, die Terroristen forderten eine Einstellung der französischen Luftangriffe. Am 24. September wurde die französische Geisel enthauptet. Die französische Regierung (Kabinett Valls II; Staatspräsident war François Hollande (PS)) hatte zuvor mitgeteilt, man werde keiner Erpressung nachgeben.
- Luftangriff auf ein IS-Gebäude nahe Al Qitar am 23. September 2014

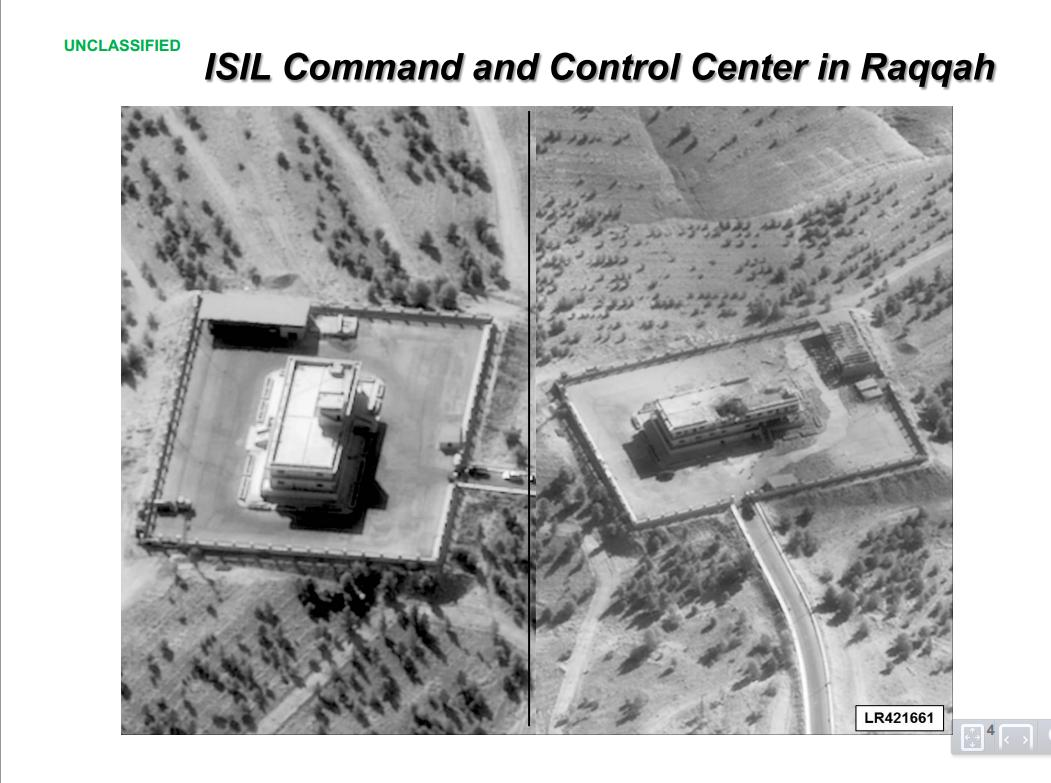
Luftangriff auf eine Kommandobehörde des IS in ar-Raqqah, Syrien
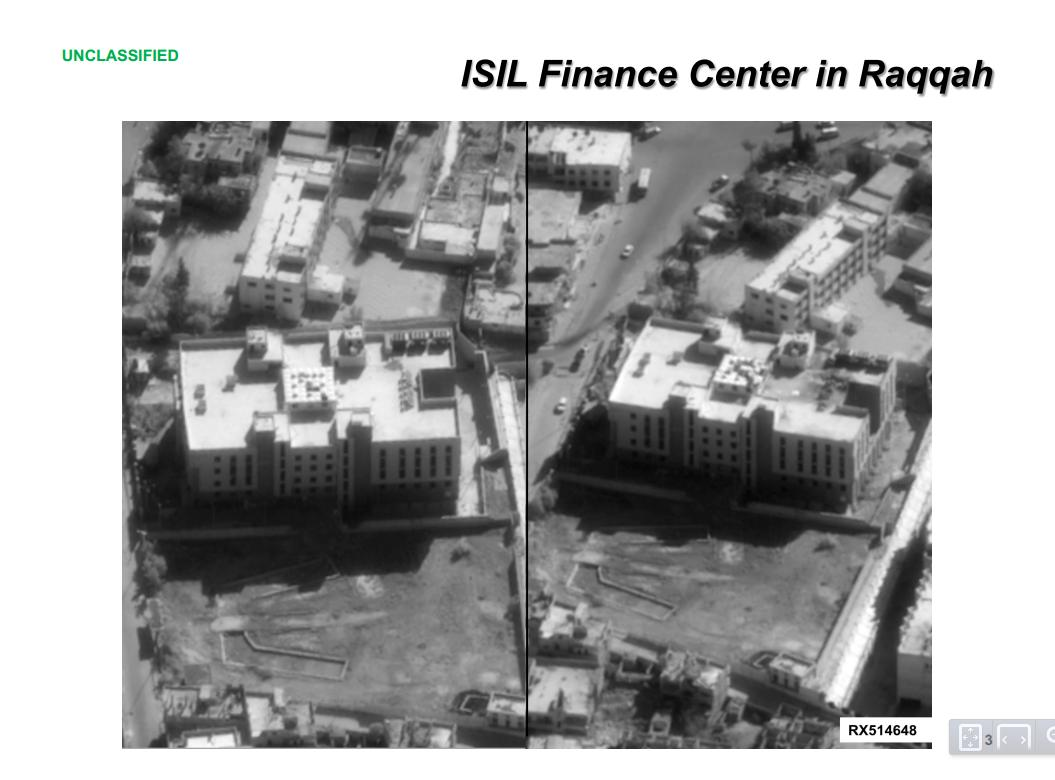
Angriff auf ein Finanzzentrum des IS in ar-Raqqah, Syrien
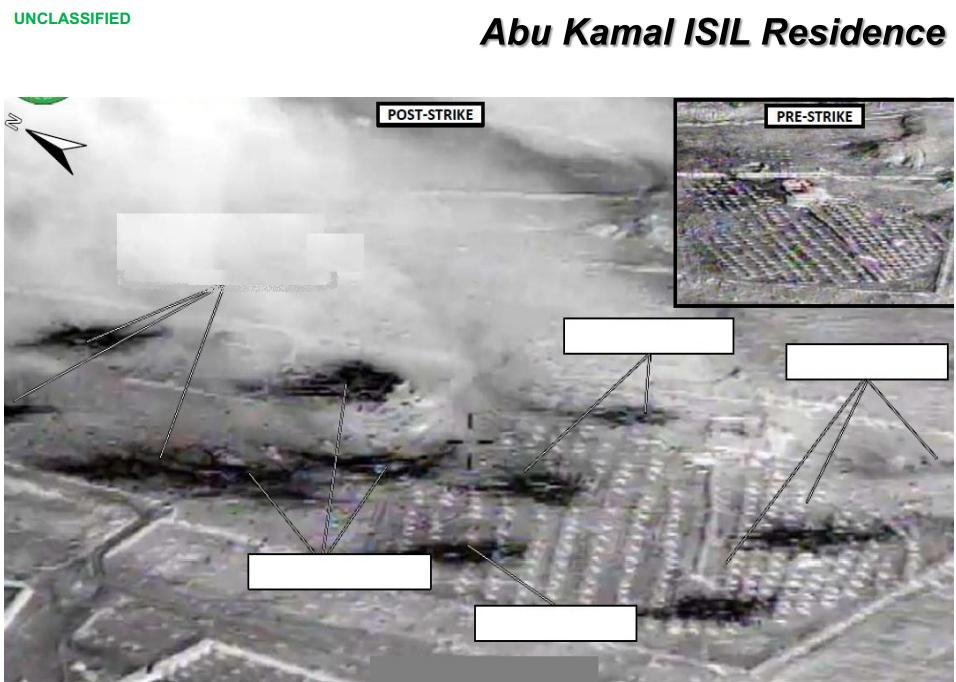
Angriff auf einen IS-Stützpunkt bei Abu Kamal
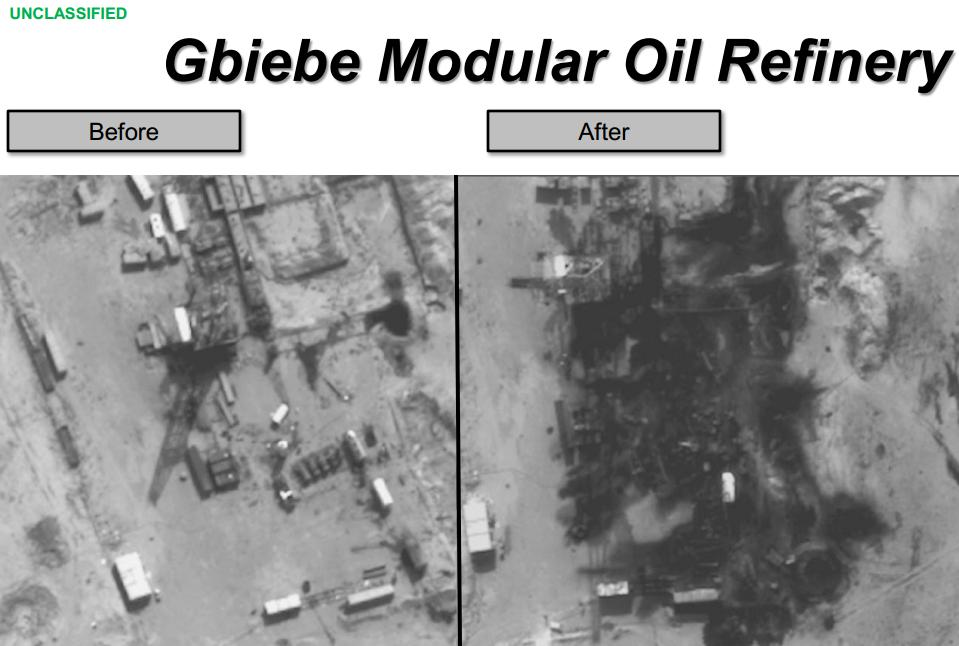
US-Aufklärungsbilder zum alliierten Luftangriff auf die vom IS kontrollierten Gbiebe-Ölraffinerie
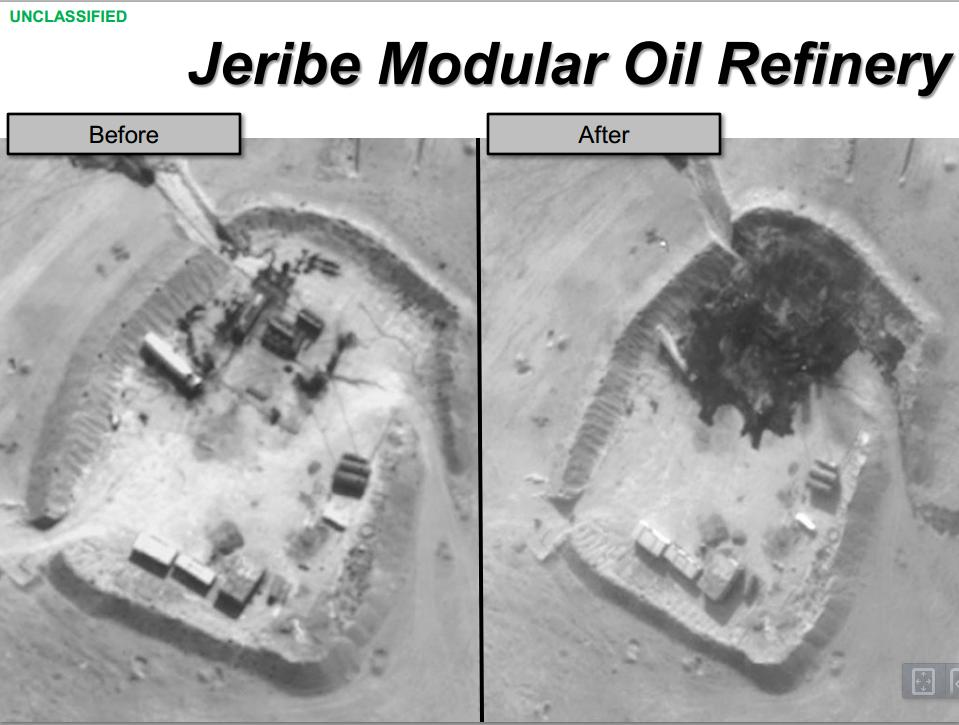
Eine weitere US-Aufnahme von einem Luftangriff auf die Jeribe-Ölraffinerie

Am 25. September folgten weitere Luftangriffe durch zehn Kampfflugzeuge aus Saudi-Arabien und den Vereinigten Arabischen Emiraten sowie sechs aus den USA auf 12 vom IS kontrollierte und modular aufgebaute Ölraffinerien nahe der syrisch-irakischen Grenze bei Al-Mayadin, Al-Hasaka und Abu Kamal.
Am 26. September beteiligte sich Großbritannien an den Luftangriffen gegen IS-Stellungen im Irak mit zwei bewaffneten Kampfflugzeugen des Typs Tornado. Auch Belgien, die Niederlande und Dänemark sagten ihre Unterstützung zu. Belgien entsandte sechs Kampfflugzeuge vom Typ F-16 und 120 Soldaten nach Jordanien, die Niederlande ebenfalls sechs F-16 und maximal 250 Soldaten, darunter 130 für die Ausbildung von irakischen und kurdischen Soldaten.
Mit Luftunterstützung und Artilleriefeuer rückten, laut Vertretern der Peschmerga, kurdische Kämpfer am 30. September an drei Fronten vor. Im Grenzgebiet zu Syrien konnten zwei Dörfer zurückerobert werden, auch rückten die kurdischen Kämpfer in den (an der Autobahn 1 gelegenen) Grenzort Rabia ein und stießen dabei auf Widerstand. Auch im Raum Zumar wurde wieder eine Offensive durchgeführt. Rund um den Darkuk im Gouvernement Kirkuk konnten ebenfalls einige Dörfer zurückerobert werden.
Am 30. September 2014 flog die Royal Air Force Angriffe gegen IS-Stellungen. Kanada kündigte an, sich an den Luftschlägen gegen den IS zu beteiligen. Der türkische Vize-Premierminister Bülent Arınç sagte, das türkische Parlament werde am 1. Oktober Resolutionen zum Kampfeinsatz gegen den IS zustimmen.
Neben zehn ehemaligen Parlamentskandidaten wurde die irakische Anwältin und Menschenrechtsaktivistin Samira Salih Ali al-Nuaimi nach fünftägiger Folter in Mossul hingerichtet, weil sie die Zerstörung religiöser Stätten durch den IS kritisiert hatte.
Im Raum Alqosh entstand die erste christliche Bürgerwehr. Als Grund dafür gilt der fluchtartige Rückzug der Peschmerga im August 2014.

### Oktober 2014
Am 3. Oktober erschien ein Video im Internet, das die Enthauptung des britischen Entwicklungshelfers Alan Henning zeigen soll, der im Dezember 2013 von IS-Kämpfern entführt worden war. Seine Ermordung wurde im Video mit der Beteiligung Großbritanniens an den Angriffen auf den IS im Irak gerechtfertigt.

Ermordungen von politisch aktiven Frauen und Akademikerinnen, darunter zwei Ärztinnen, wurden ebenfalls Anfang Oktober bekannt. Auch der Kameramann Raad Mohammed al-Asawi und der Journalist Muhannad al-Akidi wurden vom IS getötet. Außerdem wurde berichtet, dass der IS bereits am 11. Juni 2014 den Muthanna-Komplex nordwestlich von Bagdad erobert und vermutlich auch Reste von Kampfstoffen oder Produktionsreste erbeutet habe, darunter Sarin.
Anfang Oktober 2014 rückten Einheiten des IS gegen die Jesiden im Sindschar-Gebirge vor. In der Region hielten sich etwa 10.000 Menschen auf, denen es an Nachschub mangelte. Darunter befanden sich etwa 3000 Mitglieder der Bürgerwehr (Hêza Parastina Şingal) unter der Führung von Qasim Şeşo sowie 7000 Zivilisten. Sie versuchen unter anderem, die Pilgerstätte Scharaf ad-Din zu schützen. Die Ortschaften Borek und Dhola fielen an den IS. Kurdischen Einheiten gelang es, die erneut stark umkämpfte Stadt Zumar und somit den Zugang zum Sindschar-Gebirge zu halten. Nach Schätzungen der UN wurden seit dem Sommer 2014 bis zu 5000 Jesiden vom IS exekutiert und etwa 7000 Frauen versklavt.
Der syrische Botschafter in Neu-Delhi, Riad Kamel Abbas, bezeichnete den IS bei einer Konferenz des Indian Women’s Press Corps (IWPC) am 15. Oktober 2014 als einen „amerikanischen Mythos“, eine Erfindung, die direkte Unterstützung von der Türkei erhalte und von Saudi-Arabien und Katar finanziert werde: „Al-Qaida erschien in Syrien, nachdem die USA den Irak besetzt hatte. Vorher gab es keine al-Qaida in Syrien. Es ist klar, dass al-Qaida von den USA erschaffen wurde und der IS von den USA unterstützt wird.“

### November 2014
Die irakische Armee vermeldete die Vertreibung von IS-Milizen aus der Stadt Baidschi. In der westirakischen Provinz al-Anbar, die seit der Einnahme der Stadt Hīt auch an strategisch wichtigen Punkten größtenteils vom IS kontrolliert wird, kam es erneut zu schweren Kämpfen um Ramadi. Zudem sollen in der Provinz mehr als 630 Angehörige des sunnitischen Volksstammes Albu Nimr hingerichtet worden sein, weil dieser den IS bekämpft hatte.

### Dezember 2014
Sindschar-Gebirge: Kurdische Truppen begannen eine erfolgreiche Offensive zur Zurückeroberung des Sindschar-Gebirges. Dort sollen weiterhin noch viele Jesiden nach ihrer Flucht vor dem IS versteckt und vom Winter bedroht sein. Vom Gebirge aus wurde der Zugang zur strategisch wichtigen Stadt Sindschar geöffnet.
Sindschar (auch: Sinjar): Kurdische Truppen konnten die ehemals mehrheitlich von Jesiden bewohnte Stadt Sindschar weitgehend zurückerobern. Es wurde von Scharfschützen in der Stadt berichtet. Die Stadt liegt auf einer Verbindungsstraße zwischen ar-Raqqa und Mossul. Die Unterbrechung der Verbindung soll zu Versorgungsproblemen des IS in Mossul geführt haben. Aus Sindschar geflohene Dschihadisten sollen in Mossul hingerichtet worden sein. Die schwer zu prüfenden Zahlen schwankten zwischen 45 und 70 Personen. Die kurdischen Erfolge führten in den Medien zu Diskussionen über die Strategie der Kurden in nicht-kurdisch bewohnten Gebieten und die Gefahr eines kurdisch-sunnitischen Krieges. In Hardan, einem jesidischen Dorf nahe Sindschar, wurden Massengräber entdeckt.
Tal Afar (Karte): Die nächste größere Stadt Richtung Mossul ist Tal Afar. Dort lebende sunnitische Turkmenen sollen aus Angst vor Luftangriffen und Racheakten nach Mossul geflohen sein. Eine Sondereinheit der irakischen Truppen eroberte im Zuge der kurdischen Erfolge eine Militärbasis in der Nähe von Tal Afar zurück.
Mossul: Der IS sprengte eine katholische Marienkirche im Norden der Stadt in die Luft.
Samarra: Ein iranischer Offizier wurde durch einen Scharfschützen getötet.
Baidschi: Die Stadt Baidschi, die erst vor kurzem von irakischen Regierungstruppen zurückerobert worden war, wurde wieder vom IS eingenommen. Dieser belagerte damit nun wieder die benachbarte größte Raffinerie des Irak.
Schiitische Milizen: Inzwischen soll es im Irak 35 schiitische Milizen geben, darunter 6 Hisbollah-Milizen, die gegen Daesch kämpfen. Ihnen wurde vorgeworfen, wahllos gegen sunnitische Männer vorzugehen und Menschenrechtsverletzungen zu verüben.

### Januar 2015
Mitte Januar 2015 konnten die kurdischen Kämpfer weitere Geländegewinne im Nordirak erzielen. Ende des Monats startete der IS bei dichtem Nebel eine überraschende Offensive auf die Stadt Kirkuk, die von den Kurden abgewehrt werden konnte. Nahost-Experten werteten dies als Ablenkungsversuch, um den Vormarsch der Peschmerga auf Mossul zu unterbinden.

### Februar 2015
Anfang Februar 2015 flog die Anti-IS-Koalition verstärkt Luftangriffe auf Mossul. Der IS nahm daraufhin die Stadt Chan al-Baghdadi ein und führte erfolglose Offensiven gegen den nahegelegenen Militärflugplatz Al Asad sowie die kurdische Hauptstadt Erbil durch. Für das Frühjahr wurde eine große Militäroffensive der irakischen Armee angekündigt, bei der bis zu 25.000 Soldaten auf Mossul vorrücken sollen. Die Ausbildung der Armee geschieht unter Leitung der Anti-IS-Koalition. Neuseeland kündigte an, zu diesem Zweck 140 Soldaten in den Irak zu entsenden. Auch Australien nahm dies zum Anlass, das bestehende Truppenkontingent von 170 Soldaten um weitere 300 auf 470 zu erhöhen. Frankreich verlegte den Flugzeugträger Charles de Gaulle in den Persischen Golf. Der IS soll in Mossul mit dem Bau eines Verteidigungsgrabens begonnen haben.
Am 17. Februar wurde bekannt, dass der IS in der Provinz al-Anbar 30 bis 45 Zivilisten im Rahmen einer öffentlichen Hinrichtung bei lebendigem Leib verbrannt haben soll, weil sie angeblich mit staatlichen Sicherheitskräften kollaboriert hatten.
Ende des Monats kam es zu einem schweren Fall von Kulturvandalismus in Mossul. Zunächst stürmten IS-Anhänger die historische Bibliothek der Stadt und verbrannten mindestens 8000 Bücher. Möglicherweise wurden sogar mehr als 100.000 Bücher und Manuskripte vernichtet, darunter auch Exemplare, die auf der Raritätenliste der UNESCO stehen. Am 26. Februar veröffentlichte der IS ein Video, das die Zerstörung von zahlreichen Kunstwerken im Mosul Museum zeigte. Neben antiken Fundstücken aus Hatra wurden zwei Lamassu-Türhüterfiguren aus Ninive, die mehr als 2600 Jahre alt waren, zerschlagen; die eine stand im Museum, die andere am Nergal-Tor an der Stadtmauer.

### März 2015
Am 1. März 2015 starteten die Streitkräfte des Irak von Samarra aus die Schlacht um Tikrit. Irakische Soldaten, schiitische Milizen und Kämpfer sunnitischer Stämme (insgesamt etwa 30.000 Mann) rückten aus drei Richtungen auf die Stadt vor. Sie wurden von Kampfjets und Kampfhubschraubern unterstützt. Der IS verteidigte sich mit Sprengfallen, Selbstmordattentätern und Heckenschützen, so dass der Angriff zunächst nur langsam vorankam.
Am 6. März wurde bei Tikrit die Einnahme der strategisch wichtigen Ortschaft Al-Dur durch die irakische Armee gemeldet. Außerdem konnten im Westirak Chan al-Baghdadi und weitere Dörfer in der Umgebung erobert werden, die IS-Kämpfer zogen sich in Richtung Haditha zurück. Auch bei Kirkuk gingen kurdische Soldaten aus der von ihnen gehaltenen Stadt gegen IS-Stellungen im Umland vor. Im selben Zeitraum wurden vier Angehörige der Sahwa-Miliz in Tikrit und 20 Iraker in al-Hawidscha hingerichtet, die mit paramilitärischen Einheiten den IS bekämpfen wollten.
Am 6. März wurde berichtet, dass der IS im Nordirak Überreste der altorientalischen Stadt Nimrud, einstmals eine Hauptstadt des assyrischen Reiches, mit Planierraupen zerstört habe. Kurz darauf sollen auch in der antiken Stadt Hatra, die auf der Liste des UNESCO-Welterbes steht, zahlreiche Gebäude mit Sprengstoff und Bulldozern eingerissen worden sein. Im Anschluss soll der IS in der Nähe von Ninive die alte assyrische Festungsanlage Dur Scharrukin und das Kloster Mar Gorgis zerstört haben.
Nachdem irakische Einheiten am 9. März die Ortschaft Al-Alam eingenommen hatten, konnte Tikrit eingekreist werden. Am 11. März rückte die Armee erstmals in Tikrit ein; sie konnte den Stadtteil Kadissija partiell unter ihre Kontrolle bringen und noch am selben Tag bis ins Stadtzentrum vordringen. Am Tag darauf wurde gemeldet, dass die irakischen Streitkräfte einen Großteil Tikrits zurückerobern konnten.
13. März 2015: Mehr als 40 irakische Soldaten in Bagdad sterben durch einen unter einem örtlichen Armeehauptquartier gegrabenen Tunnel durch Sprengsätze.
Am 31. März konnte die irakische Regierung einen Sieg gegen den IS in Tikrit vermelden.

### Mai 2015
Nach schweren Gefechten zwischen Regierungstruppen und IS-Kämpfern fiel die westirakische Provinzhauptstadt Ramadi am 17. Mai vollständig an den IS. Behörden sprechen von etwa 500 toten Kämpfern und Zivilisten in der Stadt, die trotz verstärkter Luftangriffe seitens der USA von den Regierungstruppen nicht gehalten werden konnte. Es war der erste bedeutende Sieg der Terrormiliz seit den Niederlagen von Tikrit Anfang April und Kobanê im Januar. Der Fall von Ramadi wird deshalb als herber Rückschlag des Irak im Kampf gegen den IS betrachtet.

### Juni 2015
Die USA beschlossen, in Taqaddum in der Nähe der Stadt Habbanija ein Ausbildungslager zu errichten. Die Rückeroberung Mossuls soll verschoben werden.

### Juli 2015
Die Rückeroberung Ramadis durch die regierungstreuen Truppen wurde angestoßen, die Stadt wurde vom Nachschub abgeschnitten. Insbesondere wurden 3.000 ausgebildete Soldaten als Verstärkung herangeführt.

### August 2015
Am 1. August 2015 forderte Masud Barzani die PKK auf, ihre Stützpunkte im Nordirak zu verlassen.
Ende August zählten zu den von der Koalition belagerten oder umkämpften Großstädten: Baidschi, Ramadi und Falludscha.

### Oktober 2015
Irakische Truppen und schiitische Milizen eroberten am 20. Oktober 2015 die Stadt Baidschi zurück, in der sich die größte Ölraffinerie des Irak befindet.

### November 2015
Am 13. November 2015 war Sindschar von kurdischen Einheiten komplett zurückerobert.
Am 23. November 2015 waren angeblich 14 von 39 Stadtbezirken Ramadis von regierungstreuen Einheiten zurückerobert; am 28. November 2015 besetzten regierungstreue Einheiten die Brücke über den Euphrat.

### Dezember 2015
Ende Dezember 2015 war Ramadi in der Hand der irakischen Regierungstruppen.

### Mai 2016
Am 13. Mai 2016 sterben bei einem Angriff des IS mit Maschinengewehren und durch einen Selbstmordanschlag auf Besucher eines Cafés in Balad mindestens 19 Menschen.
Selbstmordattentäter des IS greifen am 17. Mai 2016 das 2012 durch die URUK Engineering & Contracting Co. neu gebaute Gaskraftwerk in Tadschi an. Dabei werden mindestens 11 Menschen getötet und 22 weitere verletzt.

### Juni 2016
Bei zwei Selbstmordanschlägen des IS am 9. Juni 2016 in Bagdad werden mindestens 27 Menschen getötet und mehr als 60 verletzt. In Tadschi, rund 25 Kilometer nördlich von Bagdad, fährt ein Attentäter mit seinem mit Sprengstoff beladenen Auto in einen Kontrollposten der irakischen Armee. Dabei sterben sieben Zivilisten und fünf Soldaten.
Der irakische Ministerpräsident Haider al-Abadi hat am 17. Juni 2016 die Befreiung der Stadt Falludscha von dem Islamischen Staat (IS) erklärt. Die irakischen Streitkräfte begannen im Mai 2016 mit Unterstützung durch US-Luftangriffen im Rahmen der Operation Inherent Resolve ihre Offensive.
Das US-Verteidigungsministerium gibt am 1. Juli 2016 bekannt, dass die Internationale Allianz gegen den Islamischen Staat bereits am 25. Juni 2016 nahe der irakischen Stadt Mossul den stellvertretenden Kriegsminister des Islamischen Staates (IS), Basim Muhammad Ahmad Sultan al-Badschari, und den IS-Kommandeur und Chef der Militärpolizei, Hatim Talib al-Hamduni, durch Präzisionsangriffe töteten.

### Juli 2016
Am 8. Juli berichtete die Nachrichtenagentur Reuters, dass es dem IS gelungen sei, im Nordirak an nukleares Material zu kommen. In der Universität Mossul lagerten zu Forschungszwecken annähernd 40 kg Uranverbindungen, welches der IS entwenden konnte. Gemäß dem irakischen UN-Botschafter Mohamed Ali Alhakim könne der IS das Material zum Bau einer radiologischen Waffe (Schmutzige Bombe) benutzen.
Bei einem Autobombenanschlag des IS in einem Bagdader Einkaufsviertel im Stadtbezirk Karrada wurden mindestens 75 Menschen getötet und 130 weitere verletzt. Ein weiterer Sprengsatz tötete im Viertel Al-Shaab im Stadtbezirk al-Aʿzamiyya zwei Menschen.
Am 24. Juli 2016 tötet ein Selbstmordanschlag in Bagdad zehn Zivilisten, vier Polizisten. Bei einer weiteren Explosion sterben drei Zivilisten, elf erleiden Verletzungen.

### Oktober 2016
Nach umfangreichen Vorbereitungen der irakischen Streitkräfte, der Peschmerga und örtlicher Milizen begann Mitte Oktober die Schlacht um Mossul. Der IS beherrscht Mossul seit Anfang Juni 2014. „Die Zeit des Sieges ist gekommen und die Operationen zur Befreiung von Mossul haben begonnen“, sagte der irakische Ministerpräsident Haider al-Abadi in einer Ansprache im Staatsfernsehen am 17. Oktober 2016. Vor der Operation wurden Flüchtlingslager eingerichtet, deren Kapazitäten jedoch als nicht ausreichend kritisiert wurden.
In den ersten Tagen der Offensive rückten Truppen auf Mossul vor und eroberten bis zum 20. Oktober 2016 einige umliegende Dörfer. Die Türkei ist an der Offensive beteiligt, was zu koalitionsinternen Konflikten und Protesten geführt hat.
Die Menschenrechtsorganisationen Human Rights Watch und Amnesty International sowie diplomatische Beobachter werfen den Peschmerga vor, unter dem Deckmantel des Kampfes gegen den IS gezielt und systematisch arabische Siedlungen zu zerstören. und die Bewohner mit dem Ziel zu vertreiben, ein ethnisch möglichst homogenes kurdisches Siedlungsgebiet zu schaffen.

### Januar 2017
Bis Januar 2017 gelang es den irakischen Streitkräften, in der Schlacht um Mossul die östlich des Tigris gelegenen Stadtteile von Mossul einzunehmen und unter anderem das dortige Gelände der Ruinen von Ninive und der Universität Mossul zu befreien.

### März 2017

Frontverlauf mit Stand vom 30. März 2017

Im März 2017 konnten die irakischen Regierungstruppen in der Schlacht um Mossul große Teile der Stadt zurückerobern, dabei gab es eine große Zahl von zivilen Opfern.

### Mai 2017
Nach eigenen Angaben befinden sich die Streitkräfte in einer so wörtlich „finalen Phase“ der Rückeroberung von Mossul. Schon eine Woche vorher wurde von Regierungstruppen dafür eine neue Front im Westteil der Stadt eröffnet. Das Einsatzkommando gab bekannt, dass Einheiten vom Nordwesten und vom Süden her vorrücken, um die vom IS errichteten Befestigungen außer Gefecht zu setzen. Dabei erreichten irakische Eliteeinheiten eine Stellung in Sichtweite zu jener Moschee, in der Abu Bakr al-Baghdadi am 29. Juni 2014 in seinem einzigen und letzten öffentlichen Auftritt sein Kalifat ausrief. Daher ist die Moschee für den IS von besonderer Bedeutung, weshalb dessen Kämpfer erbitterten Widerstand leisten. Die UNO-Flüchtlingshilfe berichtete, dass ein im April 2017 eröffnetes Flüchtlingslager mit einer Kapazität für 30.000 Menschen ausgelastet sei. Zudem berichteten die Flüchtlinge von schweren Kämpfen und massiven Luftangriffen. Weiter berichteten sie, dass es innerhalb der Stadt an Wasser, Nahrungsmittel und Benzin mangele. Das Nothilfebüro der Vereinten Nationen teilte mit, dass sich die Gesamtzahl der aus Mossul geflüchteten Menschen von über 430.000 auf 615.000 erhöht hat. Zudem soll sich noch eine hohe Anzahl an Zivilisten im Westteil der Stadt aufhalten. In dem bereits befreiten Ostteil herrscht ein Mangel an Trinkwasser. Hilfsorganisationen verteilen täglich 2,5 Millionen Liter Trinkwasser in Flaschen aus Plastik an die Bedürftigen, womit aber der tatsächliche Bedarf an sauberem Wasser nicht erreicht wird. Die Vereinten Nationen unterstützten die Wiedereröffnung einer Trinkwasseraufbereitungsanlage in Salamiyya. Wie ein Sprecher der irakischen Streitkräfte mitteilte, sind 90 Prozent des Westteils von Mossul rückerobert worden. Damit hält der IS noch 6 Prozent des irakischen Staatsgebietes. Zuvor hielt er im Jahr 2014 40 Prozent.

### Juni 2017
Am 18. Juni 2017 begann die Offensive auf die Altstadt von Mossul. Zuvor hatte eine Division den Bezirk al-Schifaa eingenommen und den IS eingekesselt. Im Rahmen dieser Offensive wurde am 21. Juni 2017 die Große Moschee des an-Nuri mit ihrem schiefen Minarett fast vollständig zerstört. Im Juli 2017 wurden die letzten Stadtviertel in der Altstadt Mossuls durch die Irakischen Streitkräfte befreit.

### September 2017
Anfang September 2017 wurde Tal Afar durch die Irakischen Streitkräfte befreit.

### Oktober 2017
Am 4. Oktober 2017 wurde nach Angaben der Regierungstruppen das Stadtzentrum von al-Hawidscha zurückerobert. Die Innenstadt sei von Armee, Polizei und paramilitärischen Einheiten vollständig befreit worden. Der Vormarsch werde fortgesetzt, um die gesamte Stadt und das Umland vom IS zurückzuerobern.

### November 2017
Am 17. November 2017 wurde die irakische Grenzstadt Rawa am Euphrat durch Irakische Regierungskräfte befreit. Die Terrororganisation IS wurde flächendeckend aus den irakischen Ortschaften und Städten am Euphrat vertrieben.

### Dezember 2017
Am 9. Dezember 2017 erklärte der irakische Regierungschef Haider al-Abadi den IS im Irak für besiegt.